# Comfort (Texas)
Comfort és una concentració de població designada pel cens dels Estats Units a l'estat de Texas. Segons el cens del 2000 tenia 2.358 habitants.

## Demografia
Segons el cens del 2000, Comfort tenia 2.358 habitants, 799 habitatges, i 603 famílies. La densitat de població era de 283,6 habitants per km².
Dels 799 habitatges en un 38% hi vivien nens de menys de 18 anys, en un 59,7% hi vivien parelles casades, en un 11,5% dones solteres, i en un 24,5% no eren unitats familiars. En el 20,5% dels habitatges hi vivien persones soles el 9,3% de les quals corresponia a persones de 65 anys o més que vivien soles. El nombre mitjà de persones vivint en cada habitatge era de 2,82 i el nombre mitjà de persones que vivien en cada família era de 3,26.
Per edats la població es repartia de la següent manera: un 29,3% tenia menys de 18 anys, un 10,7% entre 18 i 24, un 25,5% entre 25 i 44, un 20,1% de 45 a 60 i un 14,3% 65 anys o més.
L'edat mediana era de 33 anys. Per cada 100 dones de 18 o més anys hi havia 89,5 homes.
La renda mediana per habitatge era de 28.799 $ i la renda mediana per família de 29.295 $. Els homes tenien una renda mediana de 20.972 $ mentre que les dones 15.000 $. La renda per capita de la població era de 12.687 $. Aproximadament el 27,1% de les famílies i el 29% de la població estaven per davall del llindar de pobresa.

## Poblacions més properes
El següent diagrama mostra les poblacions més properes.